# Château de Castillon (Calvados)
Pour les articles homonymes, voir Château de Castillon.
Le château de Castillon est une demeure de style classique, reconstruite en 1762, qui se dresse sur le territoire de la commune française de Castillon, dans le département du Calvados, en région Normandie.

## Localisation
Le château est situé à 600 m au nord du bourg de Castillon, dominant la vallée de la Drôme, dans le département français du Calvados.

## Historique
Ce site historique s'est maintenu de l'âge du Fer à nos jours. Situé à l'emplacement d'un ancien oppidum (où l'on a découvert un dépôt monétaire), le château est un édifice classique reconstruit en 1762. De style Louis XVI sur sa façade sud et Directoire sur sa façade nord, il a conservé de nombreux lambris sculptés et des panneaux peints intégrés aux boiseries. L'ancien parc à la française du XVIIIe siècle fut en partie transformé en parc à l'anglaise entre 1831 et 1866 par Gabriel Bellier de la Borie, procureur du roi à Bayeux. Le moulin à farine dépendant du château de Castillon, est attesté en 1832 et a cessé son activité en 1963. La roue hydraulique en place a été rénovée en 1944. Depuis la fermeture du moulin, une partie du matériel de mouture a été démontée : il subsiste cependant des mécanismes de transmission du mouvement de la roue hydraulique, un double rouet de volée, une paire de meules, une bluterie et une chambre à farine. Avec le logement du meunier et la grange attenante, le moulin de Castillon offre une intéressante illustration de l'organisation d'une site meunier en milieu rural.

## Protection
Les façades et les toitures du château, le grand escalier, les décors du salon et de la salle à manger au rez-de-chaussée et des deux chambres du premier étage ; les façades et les toitures du pavillon de la chapelle, du pavillon à usage de four à pain et d'atelier ainsi que du bâtiment de communs contigu ; le parc avec ses sauts-de-loup, son avenue et son étang, les façades et les toitures du moulin et de la grange qui en dépend ainsi que le bief et son système hydraulique, ainsi que les éléments talutés du rempart de l'oppidum, sont inscrits au titre des Monuments historiques par arrêté du 4 juin 1997.